# Malte au Concours Eurovision de la chanson 2022
Malte est l'un des quarante pays participants du Concours Eurovision de la chanson 2022, qui se déroule à Turin en Italie. Le pays est représenté par la chanteuse Emma Muscat, sélectionnée lors du Malta Eurovision Song Contest 2022, et sa chanson I Am What I Am, sélectionnée en interne par le diffuseur maltais PBS. Pour la première fois depuis 2018, le pays ne parvient pas à se qualifier en finale, terminant 16e en demi-finale avec 47 points.

## Sélection
Le diffuseur maltais PBS confirme sa participation le 21 juin 2021, annonçant également un retour à un format de sélection dédié après avoir utilisé le télé-crochet The X Factor Malta en 2019 et 2020.

### Format
Le 15 octobre 2021, PBS annonce le retour du format Malta Eurovision Song Contest pour la première fois depuis 2018. 22 artistes participeront à la demi-finale de la sélection. Lors de celle-ci, 16 se qualifient pour la finale. Un 17e finaliste est sélectionné comme wildcard par un vote en ligne après la demi-finale. Le vainqueur est ensuite désigné parmi les 17 finalistes. Les résultats de chaque soirée sont décidés par un vote mêlant le vote d'un jury de six professionnels et le télévote maltais. Le jury est composé de Carlo Borg Bonaci, Antonio Belli, Maria Muscat, Antoine Faure, Nadine Muscat et Ruth Amaira. Chaque juré attribue ses points comme à l'Eurovision : 12, 10 puis de 8 à 1 points pour ses dix chansons préférées. Le télévote maltais compte autant qu'un unique juré ; cependant, ses 58 points sont répartis proportionnellement aux votes reçus.

### Chansons
Du 15 octobre au 15 décembre 2021, les artistes peuvent soumettre leur candidature au diffuseur PBS. Les 22 artistes participants à la sélection sont révélés le 30 décembre 2021. Des extraits de 20 secondes de chaque chanson sont publiés le 17 janvier 2022.
| Participants         | Participants              | Participants                                                                    |
| Artiste              | Chanson                   | Auteur(s)                                                                       |
| -------------------- | ------------------------- | ------------------------------------------------------------------------------- |
| Aidan                | Ritmu                     | Aidan Cassar, Boban Apostolov                                                   |
| Baklava feat. Nicole | Electric Indigo           | Philip Vella, Gerard James Borg                                                 |
| Denise               | Boy                       | Aidan Cassar                                                                    |
| Derrick Schembri     | II                        | Cyprian Cassar, Emil Calleja Bayliss                                            |
| Emma Muscat          | Out of Sight              | Antonio Caputo, Emma Muscat, Gabriel Rossi, Lorenzo Santarelli, Marco Salvaderi |
| Enya Magri           | Shame                     | Cyprian Cassar, Jodie Magri                                                     |
| Francesca Sciberras  | Rise                      | Mark Scicluna, Etienne Micallef                                                 |
| Giada                | Revelación                | Aidan Cassar                                                                    |
| Janice Mangion       | Army                      | Cyprian Cassar, Mark Scicluna, Emil Calleja Bayliss                             |
| Jessica Grech        | Aphrodisiac               | Philip Vella, Gerard James Borg                                                 |
| Jessika              | Kaleidoscope              | Philip Vella, Gerard James Borg                                                 |
| Malcolm Pisani       | We Came for Love          | Gaspare Incatasciato, Matthew Mercieca                                          |
| Mark Anthony Bartolo | Serenity                  | Mark Anthony Bartolo                                                            |
| Matt Blxck           | Come Around               | Matt Blxck, David Grech                                                         |
| Miriana Conte        | Look What You've Done Now | Cyprian Cassar, Matthew Mercieca                                                |
| Nicole Azzopardi     | Into the Fire             | Peter Boström, Per Jonsson, Marika Lindė, Dimitri Stassos, Nektarios Tyrakis    |
| Nicole Hammett       | A Lover's Heart           | Cyprian Cassar, Joe Julian Farrugia                                             |
| Norbert              | How Special You Are       | Shaun Farrugia, Norbert Bondin, Peter Borg                                      |
| Raquel               | Over You                  | Aidan Cassar                                                                    |
| Richard Edwards      | Hey Little                | Richard Micallef                                                                |
| Sarah Bonnici        | Heaven                    | Aidan Cassar                                                                    |

### Émissions

#### Demi-finale
- Qualifiés
- Wildcard

| Ordre | Artiste              | Chanson                   |
| ----- | -------------------- | ------------------------- |
| 1     | Aidan                | Ritmu                     |
| 2     | Janice Mangion       | Army                      |
| 3     | Nicole Hammett       | A Lover's Heart           |
| 4     | Sarah Bonnici        | Heaven                    |
| 5     | Mark Anthony Bartolo | Serenity                  |
| 6     | Denise               | Boy                       |
| 7     | Richard Edwards      | Hey Little                |
| 8     | Francesca Sciberras  | Rise                      |
| 9     | Miriana Conte        | Look What You've Done Now |
| 10    | Giada                | Revelación                |
| 11    | Baklava feat. Nicole | Electric Indigo           |
| 12    | Derrick Schembri     | II                        |
| 13    | Norbert              | How Special You Are       |
| 14    | Raquel               | Over You                  |
| 15    | Jessica Grech        | Aphrodisiac               |
| 16    | Matt Blxck           | Come Around               |
| 17    | Rachel Lowell        | White Doves               |
| 18    | Nicole Azzopardi     | Into the Fire             |
| 19    | Emma Muscat          | Out of Sight              |
| 20    | Malcolm Pisani       | We Came for Love          |
| 21    | Enya Magri           | Shame                     |
| 22    | Jessika              | Kaleidoscope              |

#### Finale
| Ordre | Artiste              | Chanson                  | Jury           | Jury     | Jury      | Jury     | Jury      | Jury      | Télévote | Total | Place |
| Ordre | Artiste              | Chanson                  | C. Borg Bonaci | A. Belli | M. Muscat | A. Faure | N. Muscat | R. Amaira | Télévote | Total | Place |
| ----- | -------------------- | ------------------------ | -------------- | -------- | --------- | -------- | --------- | --------- | -------- | ----- | ----- |
| 1     | Baklava feat. Nicole | Electric Indigo          | 6              | 6        | –         | –        | –         | –         | –        | 7     | 15    |
| 2     | Norbert              | How Special You Are      | 30             | 4        | 6         | 5        | 5         | 6         | 4        | 34    | 4     |
| 3     | Matt Blxck           | Come Around              | 15             |          | 5         | 3        | 7         | –         | –        | 18    | 7     |
| 4     | Giada                | Revelación               | 7              | 1        | –         | 6        | –         | –         | –        | 8     | 13    |
| 5     | Jessika              | Kaleidoscope             | 0              | –        | –         | –        | –         | –         | –        | 1     | 17    |
| 6     | Raquel               | Over You                 | 8              | 2        | 1         | –        | –         | 2         | 3        | 8     | 13    |
| 7     | Nicole Hammett       | A Lovers Heart           | 15             | 3        | 2         | 8        | –         | –         | 2        | 16    | 8     |
| 8     | Miriana Conte        | Look What Youve Done Now | 27             | 5        | 3         | –        | 8         | 5         | 6        | 28    | 6     |
| 9     | Nicole Azzopardi     | Into the Fire            | 31             | 8        | –         | 7        | 2         | 7         | 7        | 36    | 3     |
| 10    | Sarah Bonnici        | Heaven                   | 9              | –        | 7         | –        | 1         | 1         | –        | 10    | 12    |
| 11    | Enya Magri           | Shame                    | 12             | –        | –         | –        | 3         | 4         | 5        | 15    | 9     |
| 12    | Denise               | Boy                      | 28             | 7        | –         | 1        | 4         | 8         | 8        | 31    | 5     |
| 13    | Emma Muscat          | Out of Sight             | 72             | 12       | 12        | 12       | 12        | 12        | 12       | 92    | 1     |
| 14    | Janice Mangion       | Army                     | 6              | –        | –         | –        | 6         | –         | –        | 7     | 15    |
| 15    | Mark Anthony Bartolo | Serenity                 | 10             | –        | 4         | 2        | –         | 3         | 1        | 11    | 11    |
| 16    | Aidan                | Ritmu                    | 60             | 10       | 10        | 10       | 10        | 10        | 10       | 72    | 2     |
| 17    | Richard Edwards      | Hey Little               | 12             | –        | 8         | 4        | –         | –         | –        | 13    | 10    |

La finale du Malte Eurovision Song Contest se conclut sur la victoire d'Emma Muscatavec sa chanson Out of Sight, ainsi sélectionnées pour représenter Malte à l'Eurovision 2022.

### Changement de chanson
Après la victoire d'Emma Muscat, des rumeurs circulent selon lesquelles la chanteuse changerait de chanson pour l'Eurovision, ce que le règlement de la sélection autorise. Le 14 mars 2022, la chanteuse publie I Am What I Am et plus tard la même journée, il est confirmé que la chanson remplacera Out of Sight pour l'Eurovision. Selon Anders Fredslund, le diffuseur aurait commencé la recherche d'une nouvelle chanson dès le lendemain de la victoire d'Emma Muscat au Malta Eurovision Song Contest.

## À l'Eurovision
Malte participe à la deuxième demi-finale, le 12 mai 2022. Y recevant 47 points, le pays se classe 16e et ne parvient pas à se qualifier en finale.